# Heliophanus kochii
Heliophanus kochii (tên tiếng Anh: Koch's blinker) là một loài nhện trong họ Salticidae.
Loài này thuộc chi Heliophanus. Heliophanus kochii được Eugène Simon miêu tả năm 1868.